# Cơ quan Phát thanh Truyền hình Iran
Cơ quan Phát thanh Truyền hình Iran (tiếng Anh: Islamic Republic of Iran Broadcasting), (tiếng Ba Tư: صدا و سيمای جمهوری  اسلامی ايران), (viết tắt: IRIB) là tổ chức phát sóng công cộng quốc gia thuộc sở hữu của Chính phủ Iran. IRIB là một trong những tổ chức truyền hình lớn nhất ở khu vực Châu Á - Thái Bình Dương. IRIB cũng là thành viên của Hiệp hội Phát thanh Truyền hình châu Á-Thái Bình Dương. IRIB có khoảng 13.000 nhân viên và 20 văn phòng chi nhánh trên toàn thế giới.
IRIB cung cấp các dịch vụ phát thanh và truyền hình trong và ngoài nước bao gồm 12 kênh truyền hình trong nước, 4 kênh truyền hình quốc tế, 30 kênh truyền hình địa phương. Một nửa trong tổng số 30 kênh truyền hình địa phương được phát sóng bằng các ngôn ngữ thiểu số ở Iran, ví dụ như tiếng Azerbaijan, tiếng Kurd hay phương ngữ của tiếng Ba Tư. IRIB cung cấp 12 đài phát thanh cho khán giả trong nước, 30 đài phát thanh dành cho khán giả hải ngoại và nước ngoài. Nhật báo nổi tiếng của Iran là Jam-e Jam thuộc sở hữu của IRIB.

## Tổng giám đốc qua các nhiệm kỳ
| Tổng giám đốc                      | Nhiệm kỳ  |
| ---------------------------------- | --------- |
| Reza Ghotbi                        | 1966–1979 |
| Sadegh Ghotbzadeh                  | 1979      |
| Mohammad Mousavi Khoeiniha (Quyền) | 1979–1981 |
| Mohammad Hashemi Rafsanjani        | 1981–1994 |
| Ali Larijani                       | 1994–2004 |
| Ezzatollah Zarghami                | 2004–2014 |
| Mohammad Sarafraz                  | 2014–2016 |
| Abdulali Ali-Asgari                | 2016–2021 |
| Peyman Jebelli                     | 2021–nay  |

## Chỉ trích
Sự cô lập của ngành công nghiệp điện ảnh Iran đã buộc các nhà làm phim phải định hướng lại đài truyền hình quốc gia. Một số thậm chí còn khuyến khích tảo hôn và chế độ đa thê, những hủ tục lỗi thời, tình trạng trọng nam khinh nữ bị phần lớn người dân Iran phản đối quyết liệt. 
Trong bối cảnh xung đột gia tăng với Hoa Kỳ, hàng loạt cơ sở an ninh của Iran đã nổi lên như một nhà sản xuất chính của các bộ phim và truyền hình bom tấn tập trung vào sức mạnh của Lực lượng Vệ binh Cách mạng và các cơ quan tình báo của họ. Thậm chí, Iran tràn ngập các phiên bản nội địa phức tạp và không còn loại hình điện ảnh tự chất vấn, lật đổ từng cho phép xã hội đối thoại công khai với chính mình.

### Cáo buộc nhận tội sai
Một nghiên cứu được công bố vào tháng 6 năm 2020 bởi Tư pháp Iran và Liên đoàn Nhân quyền Quốc tế cho biết IRIB đã phát sóng lời thú tội có khả năng bị chèn ép của 355 tù nhân kể từ năm 2010. Các cựu tù nhân cho biết họ đã bị đánh đập và nhận được những lời đe dọa bạo hành tình dục khi phương tiện truyền thông để những lời khai không đúng sự thật một cách tùy tiện.

## Trừng phạt

### Hoa Kỳ
Văn phòng Kiểm soát Tài sản Nước ngoài của Bộ Ngân khố Hoa Kỳ cho biết, IRIB đã bị trừng phạt theo sắc lệnh hành pháp số 13628.

### Liên minh châu Âu
Liên minh châu Âu đã đưa IRIB vào danh sách bị trừng phạt vào tháng 12 năm 2022 với lý do đàn áp các cuộc biểu tình Mahsa Amini.
Sau lệnh cấm, Eutelsat đã cắt sóng vĩnh viễn các kênh truyền hình của IRIB cho toàn Châu Âu qua vệ tinh Hot Bird vào ngày 21 tháng 12 năm 2022.